# دينيس زيريتش
دينيس زيريتش مواليد 21 مارس 1998 في البوسنة والهرسك، هو لاعب كرة قدم بوسني يلعب مع نادي جيلييزنيتشار ساراييفو كلاعب وسط.

## المسيرة الاحترافية

### أندية لعب لها
- نادي جيلييزنيتشار ساراييفو

## روابط خارجية
- دينيس زيريتش على موقع قاعدة بيانات كرة القدم.إي يو (الإنجليزية)
- دينيس زيريتش على موقع Soccerway.com (الإنجليزية)